# Epithele
Epithele là một chi nấm thuộc họ Polyporaceae.